# 편곤

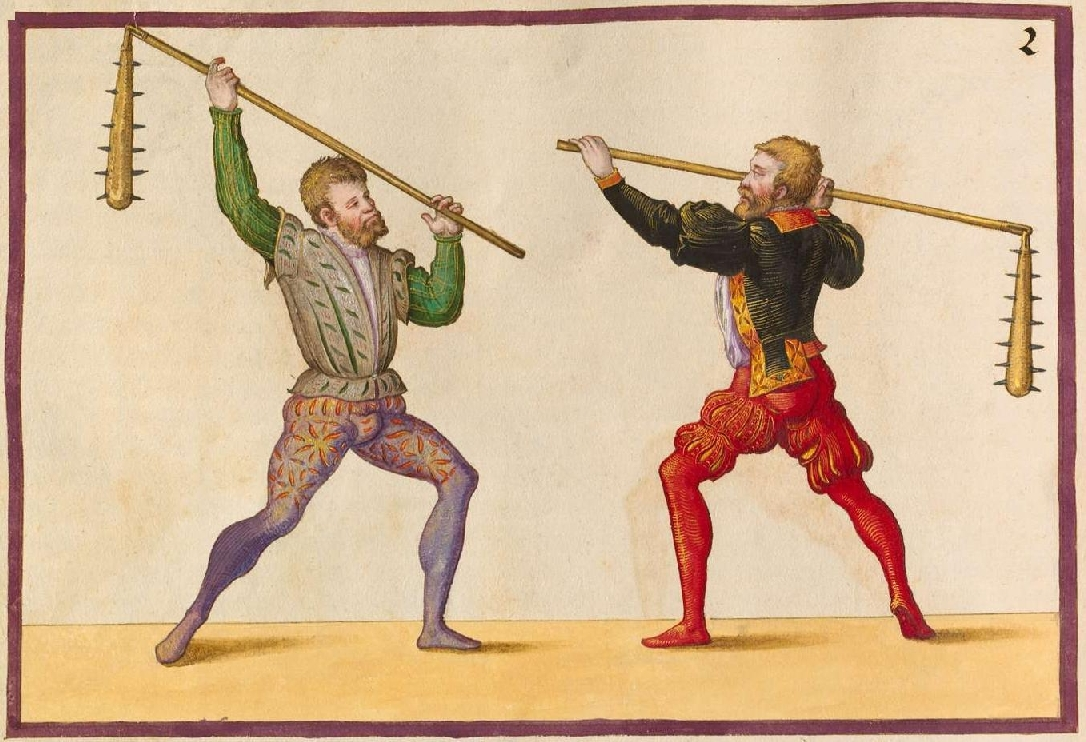
파울루스 헥토르 마이어의 무술교범의 보편곤 시범.

편곤(鞭棍, 영어: flail 플레일[*], 독일어: flegel 플레겔[*])은 도리깨가 무기화된 타격무기이다. 서양에서 편곤을 부르는 명칭들은 문자 그대로 해석하면 그냥 도리깨라는 뜻이기도 하다. 길다란 막대인 편(鞭)의 한쪽 끝에 그보다 짧은 막대인 자편(子鞭)을 사슬로 연결하여 휘둘러 사용한다. 자편에는 징을 덧대거나 가시를 박아 강화하기도 한다. 편과 자편의 길이가 같으면 쌍절곤이 된다.

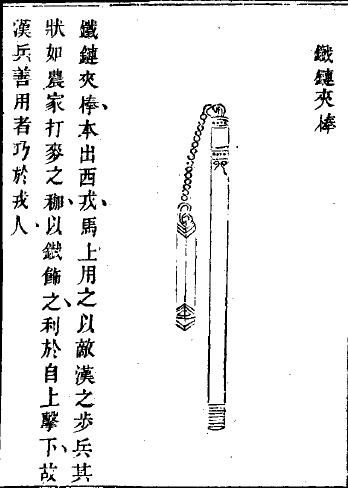
중국 기편곤

동양에서는 중국에서 발생하여 임진왜란을 계기로 한반도에도 유입되었다. 서양에서는 중세 외에는 존재 여부에 대한 역사적 근거나 유물이 전혀 나오지 않아 중세에 처음 등장했다고 추정된다. 동서양 모두 보병이 사용하는 보편곤(步鞭棍, footmans flail)과 기병이 사용하는 기편곤(騎鞭棍, horsemans flail)으로 나뉘며 보편곤의 길이가 기편곤보다 훨씬 길다.

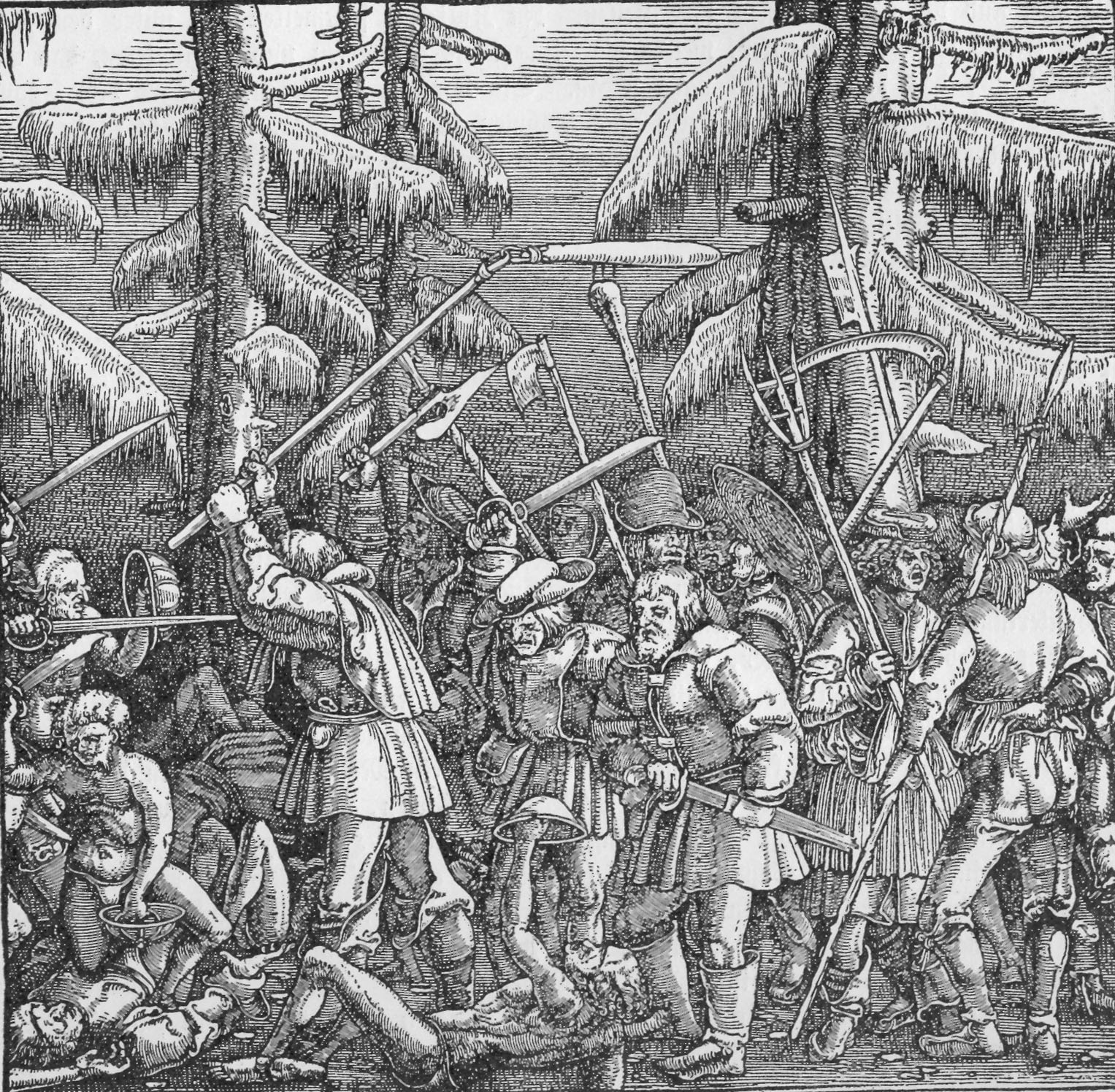
16세기 독일 농민전쟁 때 도리깨로 사람을 때려죽이는 모습.

## 같이 보기
- 모닝스타
- 메이스
- 쌍절곤
- 도리깨